# Peukestas (Sohn des Makaratos)
Peukestas (altgriechisch Πευκέστας), Sohn des Makaratos, war ein makedonischer Offizier Alexanders des Großen im 4. vorchristlichen Jahrhundert.
Peukestas wurde von Alexander im Frühjahr 331 v. Chr. zusammen mit Balakros zum Befehlshaber (strategos) der in Ägypten zurückgelassenen Truppen ernannt. Ihm sollen 4.000 Mann unterstanden haben.
Auf Peukestas, Sohn des Makaratos, bezieht sich wahrscheinlich ein auf Papyrus niedergeschriebener Befehl, der 1972 in einer Tempelkammer eines Tierheiligtums in Sakkara entdeckt wurde, das einst von Nektanebos II. gebaut wurde. Dieser zwischen den Jahren 331 und 323 v. Chr. datierte Befehl ist das älteste erhaltene griechische Dokument, das auf Papyrus niedergeschrieben wurde. Die in drei Zeilen kurz gefasste Order lautet:
| Zeile | Text                                          | Übersetzung                              |
| ----- | --------------------------------------------- | ---------------------------------------- |
| 1     | [Μ] ΠΕΥΚΕΣΤΟΥ ([μ] Πευκέστου·)                | [Von] Peukestas                          |
| 2     | ΜΗΠΑΡΑΠΟΡΕΥΕΣΘΑΙΜΗ (μὴ παραπορϵύϵσθαι μη-)    | Niemand darf sie betreten.               |
| 3     | ΔΕΝΑΙΕΡΕΙΩΣΤΟΟΙΚΗΜΑ (δένα· ἱϵρϵίως τὸ οἴκημα) | Diese Kammer gehört einzig dem Priester. |

Offensichtlich war dieser Befehl an die makedonisch-griechischen Truppen gerichtet, denen damit das Betreten eines für Ägypter heiligen Ortes untersagt werden sollte. Aus dem Papyrusfund dürfte auch zu schließen sein, dass Peukestas in Unter- und Balakros in Oberägypten das Oberkommando innehatten.